# JCCD
JCCDは、日本の海外向け文化・娯楽コンテンツ商社。華和結ホールディングス傘下のブランド企業の一つである。

## 概要
華和結ホールディングスのCEO王沁が慶應義塾大学在学中に立ち上げたブランド企業である。ゲーム関連のコンテンツをはじめとしたクールジャパンコンテンツを海外に輸出している。初めてクールジャパン賞を受賞した外資系企業である。

## 事業内容
JCCD Studio（コンテンツ輸出、クリエイターのマネジメント）
JCCD Camp（学校の投資・運営、クリエイターの育成）
JCCD Capital（クリエイターやコンテンツ関連事業への投資）

## 沿革
2017年4月 華和結ホールディングスの傘下にJCCD Studioブランドを設立
2017年10月『第14回クール・ジャパン特別部門賞』受賞
2018年5月  華和結ホールディングスの日本法人を設立
2018年7月 第1回「東京スター銀行外国人起業家ビジネスコンテスト」受賞
2019年11月『JCCD Studio未来創造基金』奨学金プロジェクトを設立
2019年12月 JCCD Studio上海オフィスを設立
2020年10月 JCCD Studio秋葉原スタジオを設立
2020年10月 『JCCD 世界絵師展®︎』を設立
2020年11年 JCCD StudioブランドをJCCD.comにブランド統合